# رسوایی (مجموعه تلویزیونی)
رسوایی (انگلیسی: Scandal) یک برنامه تلویزیونی تریلر سیاسی با بازی کری واشینگتن است که توسط شاندا رایمز ایجاد شده‌است. این مجموعه تلویزیونی توسط شرکت پخش رسانه‌ای آمریکا (ABC) پخش می‌شود. شخصیت اصلی آن اولیویا پاپ که از شخصیت حقیقی جودی اسمیت الهام گرفته شده‌است، وظیفه‌اش مدیریت بحران رسوایی‌های سیاسی است.